# Marathon van Fukuoka 1974
De marathon van Fukuoka 1974 werd gelopen op zondag 8 december 1974. Het was de 28e editie van de marathon van Fukuoka. Aan deze wedstrijd mochten alleen mannelijke elitelopers deelnemen. De Amerikaan Frank Shorter kwam als eerste over de streep in 2:11.31,2.

## Uitslagen
| rang   | naam                 | land | tijd      |
| ------ | -------------------- | ---- | --------- |
| Goud   | Frank Shorter        | USA  | 2:11.31,2 |
| Zilver | Eckhard Lesse        | GER  | 2:12.02,4 |
| Brons  | Pekka Paivarinta     | FIN  | 2:13.09,0 |
| 4      | Terry Manners        | NZL  | 2:13.11,2 |
| 5      | Christopher Stewart  | ENG  | 2:13.11,8 |
| 6      | Akio Usami           | JPN  | 2:14.10,6 |
| 7      | Tadaaki Ueoka        | JPN  | 2:15.20   |
| 8      | Shigeki Seri         | JPN  | 2:16.00   |
| 9      | Hans-Joachim Truppel | GER  | 2:16.09   |
| 10     | Yoshinobu Kitayama   | JPN  | 2:16.23   |
| 11     | Takeshi So           | JPN  | 2:16.38   |
| 12     | David Chettle        | AUS  | 2:16.39   |
| 13     | Michisato Kuroki     | JPN  | 2:16.49   |
| 14     | Jiro Suemori         | JPN  | 2:17.12   |
| 15     | Brian Armstrong      | CAN  | 2:17.52   |
| 16     | Shigeru So           | JPN  | 2:18.32   |
| 17     | Yoshio Yamamoto      | JPN  | 2:19.01   |
| 18     | Yasunori Hamada      | JPN  | 2:19.13   |

1947 ·
1948 ·
1949 ·
1950 ·
1951 ·
1952 ·
1953 ·
1954 ·
1955 ·
1956 ·
1957 ·
1958 ·
1959 ·
1960 ·
1961 ·
1962 ·
1963 ·
1964 ·
1965 ·
1966 ·
1967 ·
1968 ·
1969 ·
1970 ·
1971 ·
1972 ·
1973 ·
1974 ·
1975 ·
1976 ·
1977 ·
1978 ·
1979 ·
1980 ·
1981 ·
1982 ·
1983 ·
1984 ·
1985 ·
1986 ·
1987 ·
1988 ·
1989 ·
1990 ·
1991 ·
1992 ·
1993 ·
1994 ·
1995 ·
1996 ·
1997 ·
1998 ·
1999 ·
2000 ·
2001 ·
2002 ·
2003 ·
2004 ·
2005 ·
2006 ·
2007 ·
2008 ·
2009 ·
2010 ·
2011 ·
2012 ·
2013 ·
2014 ·
2015 ·
2016 ·
2017